# Alp (Name)
Alp ist ein türkischer männlicher Vorname und Familienname. Alp hat die Bedeutung „der Mutige“ bzw. „der Tapfere“.

## Namensträger

### Seldschukische Zeit
- Alp Arslan (~1030–1072), Sultan der Großseldschuken
- Alp Arslan (Aleppo) (1097–1114), seldschukischer Herrscher von Aleppo

### Vorname
- Şefik Alp Bahadır (* 1946), türkischer Ökonom
- Alp Ergin (* 1987), türkischer Fußballspieler
- Alp Küçükvardar (* 1976), türkischer Fußballspieler
- Ömer Alp Kulga (* 1989), belgisch-türkischer Fußballspieler

### Familienname
- Çetin Alp (1947–2004), türkischer Sänger
- Hivda Zizan Alp (* 1993), türkische Schauspielerin
- Sedat Alp (1913–2006), türkischer Hethitologe
- Zekeriya Alp (* 1948), türkischer Fußballspieler, -kommentator und -funktionär